# Waverly, Kansas
Waverly är en ort i Coffey County i Kansas. Vid 2020 års folkräkning hade Waverly 574 invånare.

## Kända personer från Waverly
- Olive Ann Beech, flygplanstillverkare